# Wu Nien-jen
Dans ce nom chinois, le nom de famille, Wu, précède le nom personnel.
Wu Nien-jen est un scénariste, acteur, réalisateur et producteur taiwanais né en 1952. Il a coécrit plusieurs films de Hou Hsiao-hsien.

## Filmographie

### Scénariste
- 1983 : That Day, on the Beach (Haitan de yitian)
- 1984 : Second Spring of Mr. Muo (Lao Mo de di er ge chun tian)
- 1985 : Woman of Wrath (Sha Fu)
- 1986 : Poussières dans le vent (Lianlian fengchen)
- 1987 : Osmanthus Alley (Guihuaxiang)
- 1989 : La Cité des douleurs (Beiqing chengshi)
- 1989 : Dull Ice Flower (Lubinghua)
- 1990 : My American Grandson (Shanghai jiaqi)
- 1990 : Meiyou taiyang de rizi
- 1990 : Song of Exile (Ketu qiuhen)
- 1991 : Fraternity (Xiongdi Zhenzhong)
- 1992 : Joe-Goody (Ah Dai)
- 1992 : Hill of No Return (Wuyande Shanqiu)
- 1993 : Le Maître de marionnettes (Ximeng rensheng)
- 1994 : Une vie empruntée (Duo-Sang)
- 1996 : Buddha Bless America (Taipin tienguo)

### Acteur
- 1985 : Taipei Story (Qingmei Zhuma)
- 1996 : Mahjong
- 1996 : Buddha Bless America (Taipin tienguo)
- 1997 : HHH - Un portrait de Hou Hsiao-Hsien
- 2000 : Yi yi
- 2000 : Pure Accidents (Chunshu yiwai)

### Réalisateur
- 1994 : Une vie empruntée (Duo-Sang)
- 1996 : Buddha Bless America (Taipin tienguo)

### Producteur
- 2000 : Pure Accidents (Chunshu yiwai)

### Narration
- 2013 : Beyond Beauty: Taiwan from Above